# Лейман, Анна Алоизовна
Анна Алоизовна Лейман (1912—1972) — советский архитектор.

## Биография
Анна Алоизовна Лейман окончила Ленинградский инженерно-строительный институт (ЛИСИ) в 1936-м году. В предвоенные годы много работала над проектированием жилого района и Автове под руководством архитектора А. А. Оля. В годы работы в Ленпроекте, до и после войны, осуществила множество проектов жилых и общественных зданий.

## Избранные проекты и постройки вЛенинграде

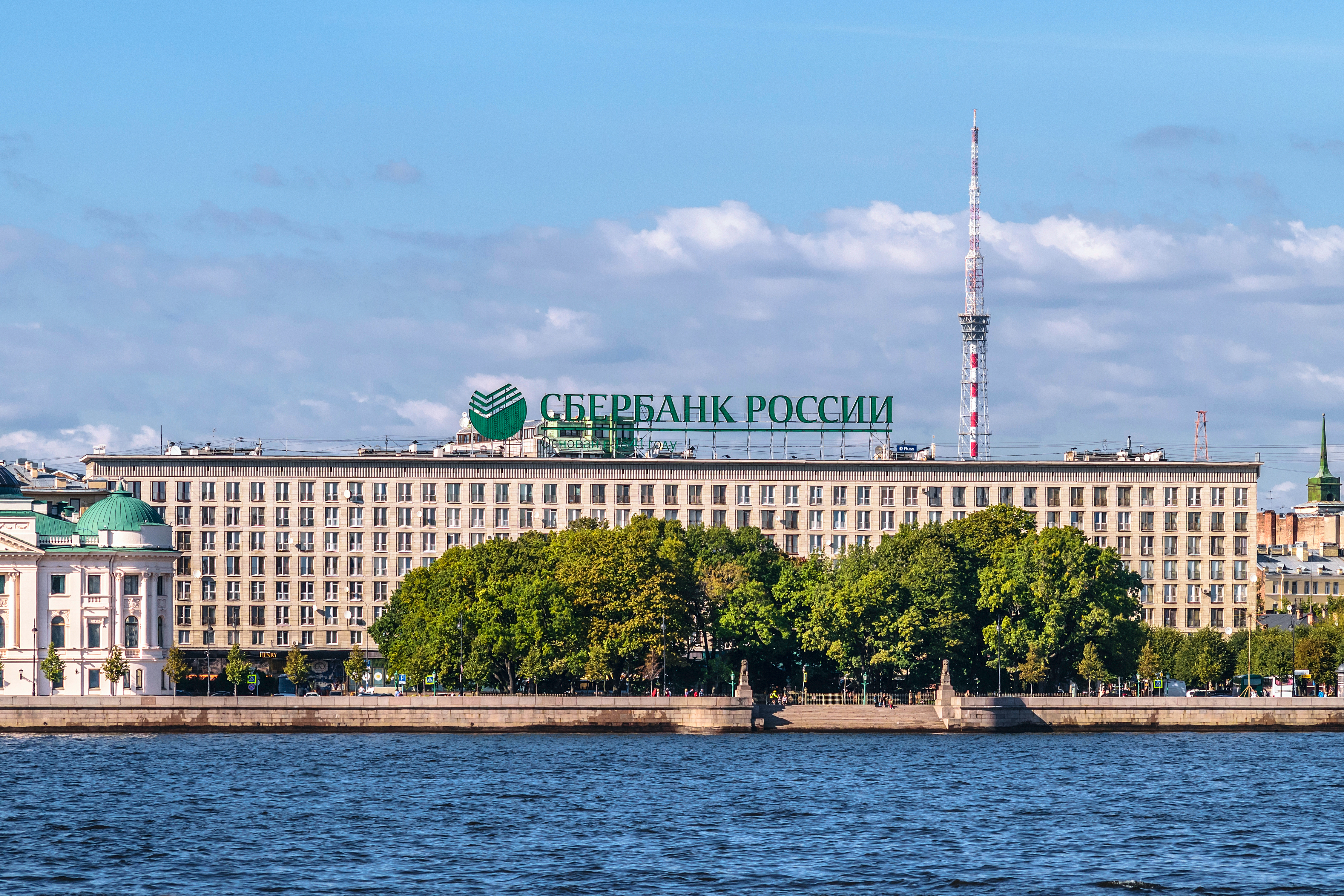
Одна из построек на Петроградской стороне, Дворянское гнездо

- Здание школы на ул. Маяковского, 24 (совместно с архитектором В. Ф. Беловым, 1940)
- Жилой дом 10 на ул. Пестеля (совместно с архитектором В. Ф. Беловым)
- Жилые здания на Петроградской стороне (совместно с архитектором В. Ф. Беловым, 1950-е)
- Реконструкция дома 7 на Литейном проспекте (1946) и дома N11 на улице Пестеля с мемориальной стеной в память героев Ханко (совместно с архитектором В. А. Каменским)
- Реконструкция дома 11 на Литейном проспекте (совместно с архитектором В. А. Матвеевым, 1950)
- Здание школы на Казанской улице, 48 (1953).